# Dallara GP2/05
La Dallara GP2/05 è una vettura sportiva, monoposto, a ruote scoperte. È l'unica vettura  ammessa, dal 2005 al 2007, nel campionato della GP2 Series. Rappresenta la prima generazione di vetture, pensata dal costruttore italiano, per questo campionato.

## Storia

### Nascita e test
L'appalto per la produzione della prima generazione di vetture della categoria fu vinto dalla azienda italiana Dallara, che sostituì così la Lola, costruttore inglese che produceva le vetture per la F3000, categoria sostituita dalla GP2 Series.
Lo shake-down della prima vettura di GP2 avvenne il 16 luglio 2004, presso il Circuito Paul Ricard. Franck Montagny, all'epoca pilota di riserva della Renault in F1, che fu tra i primi a testare la nuova vettura, espresse elogi per la monoposto. Un altro test si tenne, sul Circuito di Barcellona, nel novembre del 2004. Al test parteciparono anche le vecchie vetture di Formula 3000, la Lola B02/50. I tempi dei due diversi tipi di monoposto furono simili, ma questo a causa di un incidente nei primi giri, che costrinse Montagny a limitare l'utilizzo della vettura. Il primo test collettivo fu tenuto tra il 23 e 25 febbraio 2005, ancora sul Circuito Paul Ricard.

### Evoluzione
La vettura venne aggiornata per la stagione 2007, senza però prevedere l'installazione del pulsante push to pass, testato nel corso del 2006.